# La Saline les Bains
Pour les articles homonymes, voir Saline.

La Saline les Bains est un lieu-dit de l'île de La Réunion, département d'outre-mer français dans le sud-ouest de l'océan Indien. Elle constitue un quartier de la commune de Saint-Paul dans le sud-ouest du territoire communal et au sud du centre-ville. Elle est située à l'ouest de La Saline et au sud de Saint-Gilles les Bains.

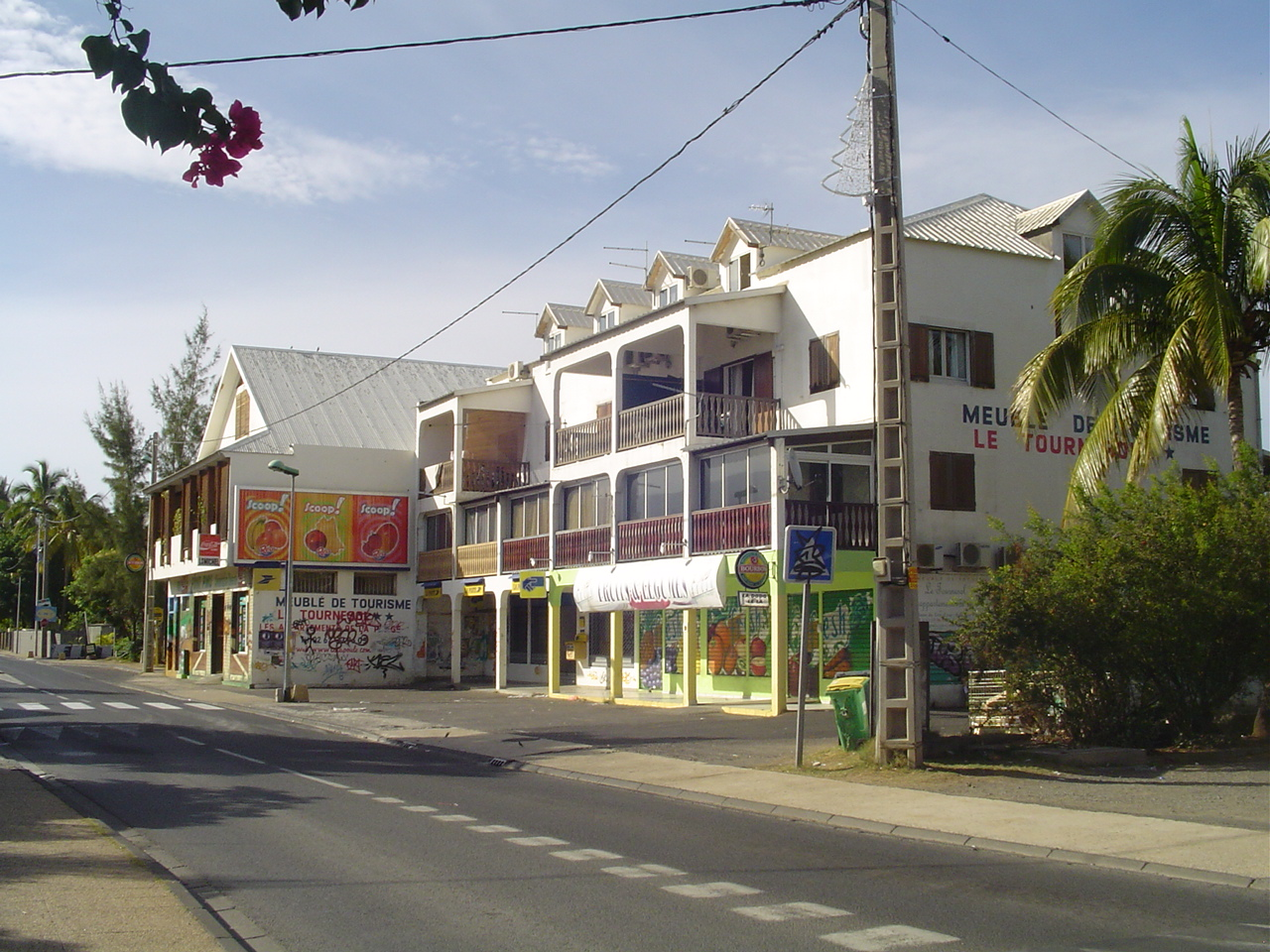
La Saline-les-Bains
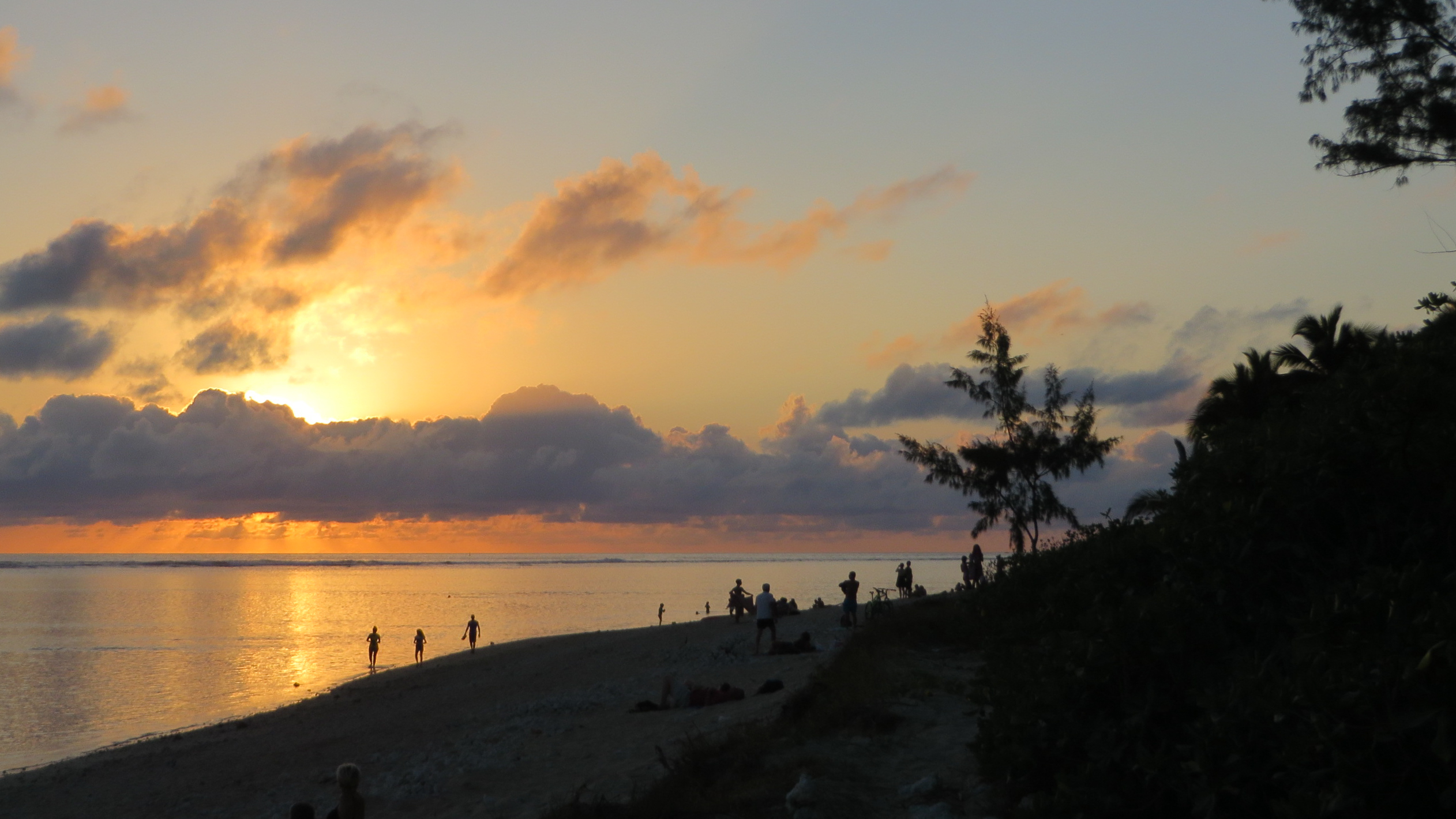
Coucher du soleil à Salines-les-Bains
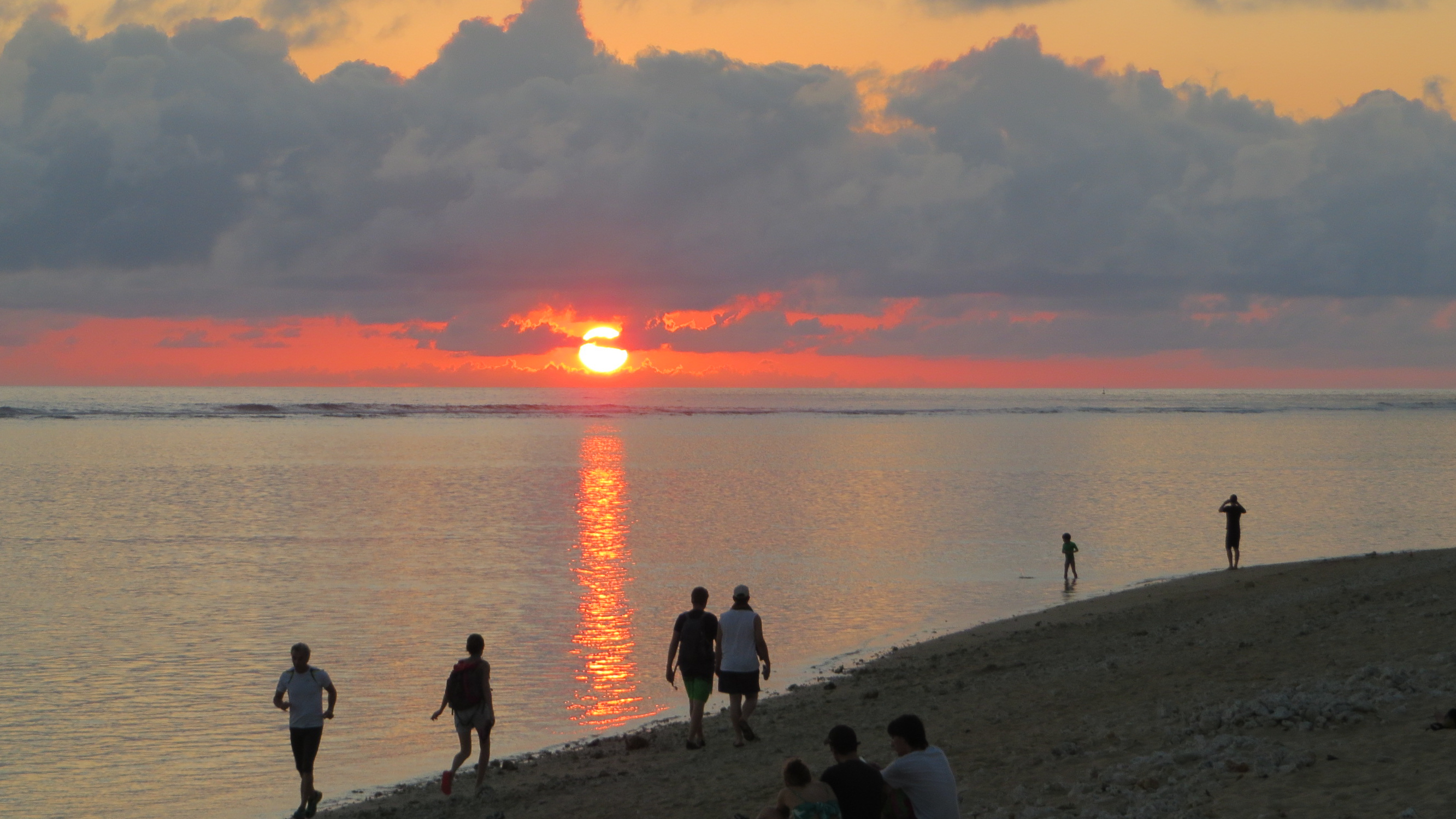
Coucher du soleil à Salines-les-Bains 2018